# 叫べ (沼倉愛美の曲)
「叫べ」（さけべ）は、沼倉愛美の楽曲。沼倉のデビューシングルとして2016年11月2日にフライングドッグより発売。テレビアニメ『魔法少女育成計画』のオープニングテーマ曲としても起用された。

## 背景・制作
沼倉も参加している声優ユニット・Tridentとしても参加していたテレビアニメ「蒼き鋼のアルペジオ -アルス・ノヴァ-」のスタッフとの中でソロデビューの話が上がってきたという。沼倉は2008年に声優としてデビューして以来、「アイドルマスターシリーズ」の我那覇響 役としてなどと様々なキャラクターソングを歌ってきているが、「自分を表現する」ソロで歌うことは沼倉にとって新たな挑戦であった。
表題曲「叫べ」は沼倉が自ら作詞を手掛けている。プロデューサーが「最初に自分で歌詞を書くというのは『自分を伝える』という点においても勉強になると思うし、話題にもなるし、そうすることによって受け取ったファンの方がどう感じるかというのを、より考えることが出来る」と提案したことがきっかけとなり、沼倉が作詞を行うことになった。まずはタイアップ作品である「魔法少女育成計画」の世界観に合わせた曲が作成され、それに沼倉が詞を付けるという形で制作が行われた。作詞作業少なかったことや、「自分を表現する」ことに苦手意識があった沼倉だったが、タイアップである程度世界観が決まっていたことがよかったという。
楽曲名は初め英題の「Shout」であったが、「その強さのまでいいんじゃない」と言われ、「叫べ」になった。

## 音楽性・ミュージックビデオ

### 表題曲 叫べ
曲名やタイアップ作品である「魔法少女育成計画」を読んだ印象、そして自分をどう表現するかというところにおいて「弱い人」の曲として表現しようとした。歌詞にも「弱い人が自分を守ろうと、弱いがゆえに攻撃してしまう、弱いからこそ出てくる言葉」が書かれており、「弱い人」の表現を意識したという。ミュージックビデオでも叫んでいるような表現を心掛けたという。特に、ビルの屋上でのカットでは歯を食いしばりながら目いっぱい表現したという。

### カップリング曲
カップリング曲は沼倉が作詞を手掛けていないが、どちらも沼倉のリクエストが多く反映された楽曲となっている。表題曲「叫べ」とは異なり、2曲目「言の葉」優しい曲に、3曲目「HEY!」は明るい気持ちになれる曲にをコンセプトにそれぞれ作られている。
「言の葉」について沼倉は「心穏やかに聴ける曲がいい」とリクエストしていた。愛する人について歌われた曲であるが、恋人にも家族にも当てはまることで、とても共感性の高い歌詞となっている。
「HEY!」のコンセプトは「バカになれる曲」。沼倉が「私もお客さんも一緒に、みんなで騒いで楽しくなれたらオッケーくらいの曲がいいです」とリクエストしたところ、想像以上にパワフルで、元気にコールアンドレスポンスが出来そうな曲になったという。

## シングル収録内容
| #         | タイトル                     | 作詞       | 作曲        | 編曲                  | 時間  |
| --------- | ---------------------------- | ---------- | ----------- | --------------------- | ----- |
| 1.        | 「叫べ」                     | 沼倉愛美   | WEST GROUND | WEST GROUND           | 4:08  |
| 2.        | 「言の葉」                   | 篠崎あやと | 篠崎あやと  | 篠崎あやと、Powerless | 6:14  |
| 3.        | 「HEY!」                     | ゆよゆっぱ | ゆよゆっぱ  | baker                 | 4:49  |
| 4.        | 「叫べ Instrumental ver.」   |            |             |                       | 4:08  |
| 5.        | 「言の葉 Instrumental ver.」 |            |             |                       | 6:14  |
| 6.        | 「HEY! Instrumental ver.」   |            |             |                       | 4:47  |
| 合計時間: | 合計時間:                    | 合計時間:  | 合計時間:   | 合計時間:             | 30:20 |

| #         | タイトル              | 作詞  | 作曲・編曲 | 時間 |
| --------- | --------------------- | ----- | ---------- | ---- |
| 1.        | 「叫べ Music Clip」   |       |            | 4:09 |
| 2.        | 「叫べ Making Movie」 |       |            | 7:30 |
| 合計時間: | 合計時間:             | 11:40 |            |      |

### ユニットメンバー
1. ↑  渕上舞、沼倉愛美、山村響